# Mahamane Bakabé
Mahamane Bakabé (* 1947 in Gazaoua) ist ein nigrischer Filmregisseur.

## Leben
Mahamane Bakabé ist ein ausgebildeter Lehrer. Er produzierte von 1970 bis 1973 animierte Lehrfilme für das Schulfernsehen Nigers. Danach machte er am Institut national de l’audiovisuel in Frankreich eine Ausbildung zum Regisseur und Produzenten, die er 1975 abschloss.
Bakabé arbeitete anschließend für den Office de Radiodiffusion et Télévision du Niger (ORTN), die staatliche Rundfunkanstalt Nigers. Dort war er ab 1979 als Fernsehproduktionsleiter, ab 1983 als Fernsehprogrammchef und ab 1987 als Direktor der Regionalsender tätig. Im Jahr 1980 wurde er ferner Präsident der Association nigérienne des cinéastes, des nigrischen Filmschaffenden-Verbands. Parallel dazu führte er Regie bei mehreren meist dokumentarischen Kurzfilmen und schließlich 1982 beim Spielfilm Si les cavaliers, mit dem er in Niger berühmt geworden ist. Nach einer Vorlage von André Salifou behandelt Si les cavaliers die historischen Ereignisse rund um die Todesumstände des Offiziers Marius Gabriel Cazemajou und des Sultans Amadou dan Ténimoun Ende des 19. Jahrhunderts.
Von 1991 bis 1996 arbeitete Mahamane Bakabé in verschiedenen leitenden Funktionen für das nigrische Ministerium für Kommunikation, Kultur, Jugend und Sport. Er koordinierte daraufhin von 1997 bis 1999 einen Kommunikationsstab der UNICEF. Danach gründete er eine unabhängige Medienagentur.

## Filmografie
- 1975: L’Homme et l’outil
- 1975: L’Habitat au Niger
- 1978: Sarando
- 1981: L’Avenir d’Ali et des autres
- 1982: Si les cavaliers
- 1984: Martaba
- 1986: Le Soleil et nous

## Preise und Ehrungen
- Ritterkreuz des Verdienstordens Nigers
- Preis der International Public Television Screening Conference 1987 (für Martaba)
- Lobende Erwähnung, Prix Futura Berlin 1987 (für Le Soleil et nous)[2]